# Diplomatiek conflict tussen Qatar en Saoedi-Arabië
Het diplomatieke conflict tussen Qatar en Saoedi-Arabië verwijst naar de strijd om regionale invloed tussen Qatar en Saoedi-Arabië.
Zowel Qatar als Saoedi-Arabië is lid van de Gulf Cooperation Council (Samenwerkingsraad van de Arabische Golfstaten). De diplomatieke relaties van Saoedi-Arabië en Qatar zijn sinds het begin van de Arabische Lente (2011) gespannen. De Arabische Lente liet een machtsvacuüm achter dat beide landen probeerden te vullen, waarbij Qatar de revolutiegolf steunde en Saoedi-Arabië zich ertegen verzette. Beide staten zijn bondgenoten van de Verenigde Staten en hebben directe conflicten met elkaar vermeden.